# Joseph Dion Ngute
Joseph Dion Ngute (Bongong Barombi, 12 de marzo de 1954) es un abogado y político camerunés. Se desempeña como Primer ministro de Camerún desde el 4 de enero de 2019. Es miembro del Movimiento Democrático del Pueblo Camerunés. Forma parte de la minoría anglófona del país.

## Carrera política
Ngute nació en el suroeste de Camerún, en Bongong Barombi. De 1966 a 1971, estudió en el Lycée Bilingue de Buéa, donde obtuvo el A-Level del General Certificate of Education Advanced Level. De 1973 a 1977, asistió a la escuela de posgrado en la Universidad de Yaundé y obtuvo un título de abogado. Luego, de 1977 a 1978, se matriculó en la Queen Mary University of London, donde obtuvo una maestría en derecho. Y, de 1978 a 1982, siguió el programa de doctorado en derecho en la Universidad de Warwick, en el Reino Unido.
Desde el 7 de diciembre de 1997 hasta el 1 de marzo de 2018 se desempeñó como Ministro Delegado del Ministro de Relaciones Exteriores a cargo de la Commonwealth.
Desde el 2 de marzo de 2018 hasta su nombramiento como Primer Ministro se desempeñó como Ministro a cargo de la Presidencia en el gobierno de Philemon Yang.
Fue nombrado como Primer ministro de Camerún el 4 de enero de 2019 en el contexto de momentos críticos del problema anglófono de Camerún.